# Versényi László (színművész)
Versényi László (Poroszló, 1931. június 19. – 2016. január 26.) magyar színművész, szinkronszínész, a Nemzeti Színház örökös tagja.

## Életpályája
Középiskolai tanulmányait 1948-ban fejezte be, 1958-ban kezdett el a Nemzeti Színházban játszani. 1986-ban nemzetközi pályázaton első díjat nyert a Dany und sein Haus című musicalhez írt szövegkönyvével.

## Főbb szerepei
Leginkább szinkronszerepeiről ismert (Knight Rider: KITT, Magnum: Higgins, Kisvárosi gyilkosságok: Dr. Bullard, valamint a Star Wars-ban Yoda mester magyar hangja volt.). Szerepelt televíziós sorozatokban is, például a Szomszédokban.

## Filmek
- Boldog újévet, Rüdiger úr! (1965)
- Hamis Nero (1968)
- Földindulás (1970)
- Komisznak lenni életveszélyes (1970)
- Uborkafa (1970)
- Aszfaltmese (1971)
- És mégis mozog a föld 1-3. (1973)
- Ficzek úr (1974)
- Sólyom a sasfészekben 1-4. (1974)
- Mikrobi II. (1975; rajzfilmsorozat) – Aloatt (hang)
- A Pheidiász-per (1976)
- Széchenyi napjai 1-6. (1985) – Beszédes
- Nyolc évszak 1-8. (1987; televíziós sorozat) – Head Physician
- Szomszédok 29-32 (1988; televíziós sorozat) – Vilmos Bánáti
- A Nagyúr (2001)
- Hamvazószerda (2004; dokumentumfilm) – Narrátor (hang)
- Mézga család és az ámítógép (2005; tervezett) – Tanár (hang)
- Kis Vuk (2008; animációs játékfilm) – Sut (hang)

## Hangjáték, rádió
- Antoine de Saint Exupery: Éjszakai repülés (1963)
- Csetényi Anikó: A második bakter (1963)
- Jókai Mór: És mégis mozog a föld... (1963)
- Jules Verne: Várkastély a Kárpátokban (1973)
- Eduard Fiker: A halott nem azonos (1976)
- Ismeretlen ismerősök - Hunyady Sándor (1978)
- Gyenes György: Ismeretlen ismerősök - Georges Simenon (1980)
- Theodor Storm: Csak az öröklétben (1982)
- Babits Mihály: A gólyakalifa (1984)
- Edgar Wallace: Fecsegő felügyelő esetei (1984)
- Gyárfás Endre: Forgattam kormányt és tollat (1985)

## További információ
- Versényi László a PORT.hu-n (magyarul)
- Versényi László az Internetes Szinkronadatbázisban (magyarul)
- Versényi László az Internet Movie Database-ben (angolul)
- Versényi László a Rotten Tomatoeson (angolul)